# Ferzan Özpetek
Ferzan Özpetek (Isztambul, 1959. február 3. –) Olaszországban dolgozó török forgatókönyvíró és filmrendező. Már első játékfilmjével nagy nemzetközi sikert aratott. Műveinek visszatérő alaphelyzete, hogy érzelmi válságban lévő hősei találkoznak egy számukra új, ismeretlen életformával vagy kultúrával, s ez megváltoztatja addigi életüket. Valamennyi saját filmje esetében a forgatókönyv megírásában is részt vett. Hazánkban bemutatott alkotásainak szűk, de lelkes rajongótábora van. Nővére Zeynep Aksu színésznő.

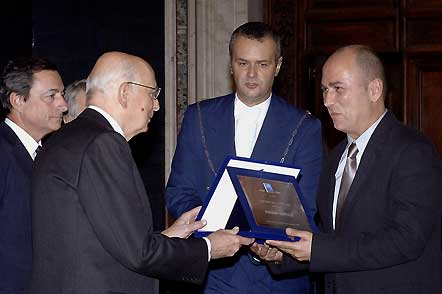
Giorgio Napolitano és Ferzan Özpetek

## Élete
Özpetek 17 éves korában hagyta el hazáját, hogy a római La Sapienza Egyetemen tanuljon. Később a híres Silvio D’Amico Színházművészeti Akadémián rendezést tanult, ugyancsak Rómában. Szakmai pályafutását rendezőasszisztensként kezdte olyan alkotók mellett, mint Massimo Troisi, Maurizio Ponzi, Lamberto Bava, Ricky Tognazzi és Marco Risi. 1997-ben forgatta első saját filmjét, a nagy nemzetközi sikert aratott Törökfürdőt. A két főszereplő, Francesco (Alessandro Gassman) és Marta (Francesca d’Aloja) válságba került kapcsolatán keresztül Özpetek valójában a túl gyakorlatias, a mindennapi lét taposómalmába fásult nyugati világot állítja szembe a Kelet hangulatokra, illatokra, ízekre, finom érzékiségre épülő légies világával, ahol az idő múlása is egészen más értelmet nyer. Ugyancsak két világ, a végnapjait élő Oszmán Birodalom és az európai kultúra drámai találkozását idézi fel Az utolsó hárem (1999). A Tudatlan tündérek (2001) hősnője férje halála után véletlenül szerez tudomást az elhunyt titkos életéről, s fokozatosan megismerkedik egy kis homoszexuális közösség kezdetben szokatlan, ám szereteten, megbecsülésen és egymásra való odafigyelésen alapuló világával. (A homoszexualitás mint téma gyakori motívum Özpetek munkáiban, hiszen maga a rendező is meleg.) A szemközti ablak (2003) című alkotásában a főszereplők sorsa összekapcsolódik a múlt szomorú emlékeivel: Giovanna (Giovanna Mezzogiorno) életét megváltoztatja az amnéziában szenvedő idős Simonéhez (Massimo Girotti) fűződő baráti kapcsolata. A Szent szív (2005) hősnője, Irene ugyancsak élete átgondolására kényszerül, miután két barátja is öngyilkosságot követett el. A 2007 márciusában bemutatott A Szaturnusz gyűrűjében negyvenéves szereplői életük sorsfordító éveiben idézik fel a közös múltat, hogy kendőzetlen őszinteségük segítségével megtalálják a megoldást a jelen és a jövő problémáira.

## Rendezései

### Filmek
- 1997 Törökfürdő (Hamam)
- 1999 Az utolsó hárem (Harem suaré)
- 2001 Tudatlan tündérek (Le Fate ignoranti)
- 2003 A szemközti ablak (La finestra di fronte)
- 2005 Szent szív (Cuore sacro)
- 2007 A Szaturnusz gyűrűjében (Saturno contro)
- 2008 Egy tökéletes nap (Un giorno perfetto)
- 2010 Szerelem, pasta, tenger (Mine vaganti)
- 2012 Titokzatos társulat (Magnifica presenza)
- 2014 Öveket becsatolni! (Allacciate le cinture)
- 2017 Vörös Isztambul (İstanbul Kırmızısı)
- 2017 Fátyolos Nápoly (Napoli velata)
- 2019 Fortuna istennő (La dea fortuna)
- 2023 A Nuovo Olimpo sötétjében (Nuovo Olimpo)
- 2024 Drágakövek (Diamanti)

### Videóklip
- 2002 Hüp – Tarkan

## Fontosabb díjak és jelölések

### Arany Medve díj
- 2001 jelölés Tudatlan tündérek

### David di Donatello-díj
- 2003 díj A szemközti ablak, legjobb film (megosztva Tilde Corsival és Gianni Romolival), Scholars Jury David
- 2003 jelölés A szemközti ablak, legjobb rendező, legjobb forgatókönyv (megosztva Gianni Romolival)
- 2005 jelölés Szent szív, legjobb film, legjobb rendező (megosztva Tilde Corsival és Gianni Romolival), legjobb forgatókönyv (megosztva Gianni Romolival)

### Ezüst Szalag díj
- 2001 jelölés Tudatlan tündérek, legjobb rendező, legjobb eredeti történet (megosztva Gianni Romolival), legjobb forgatókönyv (megosztva Gianni Romolival)
- 2003 díj A szemközti ablak, legjobb eredeti történet (megosztva Gianni Romolival)
- 2003 jelölés A szemközti ablak, legjobb rendező, legjobb forgatókönyv (megosztva Gianni Romolival)
- 2006 jelölés Szent szív, legjobb eredeti történet (megosztva Gianni Romolival)

### Karlovy Vary-i filmfesztivál
- 2003 díj A szemközti ablak, legjobb rendező, legjobb film